# Одзава, Мария
Мария Одзава (яп. 小澤 マリア, род. 8 января 1986 года, Хоккайдо, Япония) — японская порноактриса (AV-idol) франкоканадско-японского происхождения, ныне закончившая свою карьеру.

## Биография

### Ранние годы
Одзава родилась 8 января 1986 года на острове Хоккайдо в Японии. Её отец христианский миссионер франкоканадского происхождения, а мать японка. Так как она всегда посещала «международную школу» для детей от смешанных браков, то, по её утверждению, она знает английский намного лучше, чем японский. В то же время она свободно общается на этих двух языках. В школе Мария Одзава увлекалась хоккеем и часто посещала караоке после уроков. По её словам, она начала половую жизнь в 13 лет и знала более 48 сексуальных позиций, о которых прочитала в купленной ей самой книге.
Ещё будучи школьницей, она в 16-летнем возрасте снялась в рекламе «DARS Chocolate» вместе с очень популярным японским поп-дуэтом KinKi Kids. В коротком ролике, длительностью 30 секунд, она передавала свой шоколад одному из певцов.

### Видео для взрослых
Одзава впервые узнала об индустрии для взрослых, когда посмотрела порнофильм, принадлежащий брату её знакомого. Начала сниматься в порнографических видео в 2005 году. В июне 2005 года состоялся дебют Марии под псевдонимом Miyabi на порно-сайте Shirouto-Teien.com. После этого её заметили, и в октябре 2005 года она под своим именем появилась в фильме студии S1. До февраля 2007 года ежемесячно выходило по одному видео с Марией Озава.
В 2011 году журнал Complex поставил её на 7 место в списке «50 самых горячих азиатских порнозвёзд всех времен».
Стала самой популярной актрисой в Индонезии. Подвергалась преследованиям Islamic Defenders Front. В октябре 2012 года объявила о планах выйти на китайский медиа-рынок индустрии для взрослых.

## Личная жизнь
Одзава очень любит играть в видеоигры, она владеет розовыми Nintendo DS Lite и PlayStation 2.
Также Мария Одзава известна тем, что довольно открыто общается на личные темы. Начиная с 2005 года она ведёт интернет-блог, где довольно подробно сообщает о своей жизни, публикуя текстовые и видео-сообщения.